# 필리피코스
필리피코스(그리스어: Φιλιππικός, ? - 713년)는 711년부터 713년까지 동로마 제국의 황제였다. 2년 동안의 짧은 재위는 무능력으로 일관되었다.
필리피코스의 원래 이름은 바르다니스(그리스어:Βαρδάνης)로 아버지는 아르메니아 출신의 귀족인 니키포로스의 아들이었다. 티베리우스 3세 때 반란의 죄로 유배되었는데 유스티니아노스 2세의 치세에 다시 등용되어 소아시아의 케르손의 반란진압 임무를 맡았다. 그러나 유스티니아노스의 학정으로 인기가 떨어진 것을 기회로 그는 케르손의 세력과 손을 잡고 반란을 일으켜 711년 콘스탄티노폴리스를 점령하고 황제가 되었다. 황제가 된 이후는 계속 무능력한 황제로 자신의 쾌락과 소모적인 신학적인 논쟁만을 일삼았다.
그는 단성론에 기울었지만 굳이 단성론을 주장하지는 않았고 단의론을 부활시키려고 하였다. 이로 인해 교황 콘스탄티노와 다투었다. 712년 불가르족의 왕 테르벨은 유스티니아노스 황제의 복수를 구실로 제국을 침략했고 필리피코스는 스스로 방어를 하지 못하고 옵시키온 테마의 군대를 불러들였다. 그 참에 우마이아드 왕조의 이슬람은 소아시아를 다시 침범하였다. 트라키아에 있던 옵시키온 군대는 반란을 일으켰고 713년 6월 필리피코스는 폐위되어 눈이 뽑히는 형벌을 받았다. 원로원과 시민은 궁정의 비서장인 아르테미오스를 황제로 추대했고 그는 아나스타시오스 2세로 황제의 자리에 올랐다.
| 전임 유스티니아노스 2세 (705 - 711) | 동로마 제국의 황제 711년 - 713년 | 후임 아나스타시오스 2세 (713 - 715) |

## 같이 보기
- 동로마 황제